# Georg Conräder

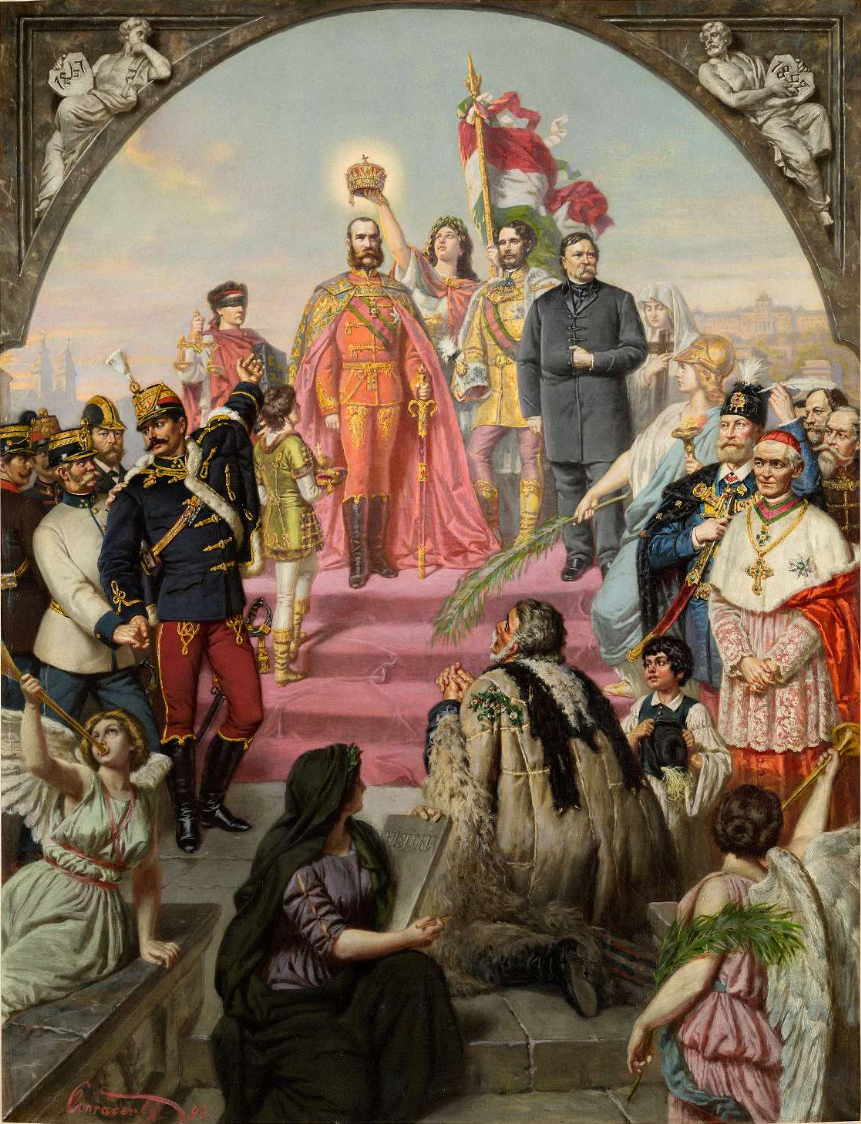
Allegorie Kaiser Franz Josef I.

Georg Conräder (* 8. Mai 1838 in München; † 2. Januar 1911 in Opatija) war ein deutscher Historien- und Porträtmaler.
Conräder begann sein Studium im Alter von 15 Jahren am 30. Oktober 1852 an der Königlichen Akademie der Künste in München bei Philipp Foltz und setzte es von 1857 bis 1860 bei Karl Theodor von Piloty fort.
Gemeinsam mit Franz von Lenbach siedelte er 1860 nach Weimar um, wo er an der neugegründeten Großherzoglich-Sächsischen Kunstschule bis 1862 unterrichtete. 1862 wurde Georg Conräder zum Professor an der Münchner Kunstakademie berufen. 
Conräder widmete sich hauptsächlich der Historienmalerei, gelegentlich malte er auch Porträts und Genrebilder. Ein Teil seiner Werke nach 1880 ist in Budapest entstanden.

## Werke (Auswahl)
- Tilly in der Totengräberwohnung zu Leipzig 7. Sept. 1631 (1859)
- Tasso im Gefängnis (1860)
- Die Zerstörung Karthagos (1860)
- Die Stiftung der Akademie der Wissenschaften zu München (1862)
- Charlotte Corday, die sich vor ihrem Tod malen lässt (1869)
- Der Tod des Kaisers Josephs II. am 20. Februar  1790 (1874)
- Maria Stuart und der Sänger Riccio im Schloss Holyrood zu Edinburg (1876)
- Die Zusammenkunft Kaiser Josephs II. mit Papst Pius VI. in Neiße 1782 (1877)
- Porträt Alexander Andrássy (1880)
- Allegorie Kaiser Franz Joseph I. (1893)